# 金沢市立朝日小学校
金沢市立朝日小学校（かなざわしりつ あさひしょうがっこう、英語: Kanazawa Municipal Asahi Elementary School）は、かつて石川県金沢市加賀朝日町にあった公立小学校。

## 沿革
《主要な出典：》
- 1873年（明治06年）11月[注釈 1] - 第2大学区第二十二中学区朝日村落下等小学校創立。河北郡朝日村本田家に開校。
- 1885年（明治18年）2月 -  朝日小学校と改称し、上平村（）に分教場を置く[3]。
- 1889年（明治22年）4月1日 - 町村制の施行により、朝日村などの区域をもって、田近村が発足。
- 1892年（明治25年）
  - 4月1日 - 朝日尋常小学校と改称。
  - 11月20日 - 出火により全焼[3]。
- 1893年（明治26年）7月 - 新校舎落成。
- 1907年（明治40年）8月10日 - 田近村ほか2村が合併して、花園村が発足。これに伴い、花園村立朝日尋常小学校と改称。
- 1916年（大正05年）10月 - 校舎新築落成。
- 1926年（大正15年）10月 - 創立50周年記念式挙行。
- 1941年（昭和16年）4月1日 - 国民学校令施行に伴い、朝日国民学校と改称。
- 1947年（昭和22年）
  - 4月1日 - 学制改革により、花園村立朝日小学校と改称。
  - 9月 - 花園村立花園中学校朝日分校併設。
- 1954年（昭和29年）
  - 6月1日 - 森本町発足に伴い、森本町立朝日小学校と改称。
  - 9月 - 木造二階建校舎新築落成。
- 1955年（昭和30年）7月 - 講堂・管理棟等新築落成。
- 1958年（昭和33年）9月 - 森本中学校朝日分校廃止。
- 1962年（昭和37年）6月1日 - 森本町の金沢市編入に伴い、金沢市立朝日小学校と改称。所在地の表記：金沢市加賀朝日町ホ33番地[4]。
- 1973年（昭和48年）11月 - 創立100周年記念式挙行。
- 2002年（平成14年）4月1日 - 金沢市立上平小学校[注釈 2]閉校のため、同校と統合。
- 2015年（平成27年）
  - 3月29日 - 閉校式挙行。
  - 3月31日 - 児童数減少のため、閉校。
  - 4月1日 - 金沢市立朝日小学校廃止[6]。不動寺小学校と統合される。

## 所在地
- 〒920-0114 石川県金沢市加賀朝日町ホ33番地